# 珀爾島
珀爾島（英語：Pear Island），是南極洲的島嶼，位於昂韋爾島東北岸對開海域，處於法爾斯島西南面，屬於帕默群島的一部分，現時由南極條約體系管理。